# Frontovska organizacija
Frontovska organizacija je svaki entitet osnovan i kontrolisan od strane neke druge organizacije, kao što su obaveštajne agencije, organizovane kriminalne grupe, zabranjene organizacije, verske ili političke grupe, advokatske grupe ili korporacije. Frontovske organizacije mogu delovati za matičnu grupu bez aktivnosti koje se pripisuju matičnoj grupi omogućavajući im time da budu sakriveni od pogleda javnosti.
Frontovske organizacije koje se pojavljuju kao nezavisna dobrovoljna udruženja ili dobrotvorne organizacije, nazivaju se frontovske grupe. U poslovnom svetu, frontovske organizacije kao što su frontovske kompanije ili šel (fiktivne) korporacije se koriste da bi zaštitile matičnu kompaniju od zakonske odgovornosti. U međunarodnim odnosima, marionetska država je država koja deluje kao paravan (ili surogat) za drugu državu. 

## Obaveštajne agencije
Obaveštajne agencije koriste frontovske organizacije da obezbede „pokriće“,  moguća zanimanja i sredstva prihoda, za svoje tajne agente. One mogu uključivati legitimne organizacije, kao što su humanitarne, verske ili novinarske organizacije; ili „firme sa bronzanom pločicom/istaknutim nazivom“ koje postoje samo da bi se obezbedila verodostojna priča, zanimanje i sredstva prihoda.
Aviokompanija Eir America, izdanak civilnog vazdušnog saobraćaja četrdesetih godina prošlog veka i Southern Air Transport, naizgled civilna avio čarter kompanija, su radile i u potpunosti su bile u vlasništvu CIA, navodno obezbeđujući humanitarnu pomoć, ali su letele u mnogim borbenim misijama i obezbeđivale tajne operacije u Jugoistočnoj Aziji tokom Vijetnamskog rata. Druge frontovske grupe koje je osnovala CIA su se koristile za širenje američke propagande i uticaja tokom Hladnog rata, posebno u zemljama Trećeg sveta. Kada obaveštajne agencije rade preko legitimnih organizacija, to može prouzrokovati probleme i povećati rizik za radnike ovih organizacija . Da bi se to sprečilo, CIA je imala 20-godišnju politiku (od 1976. prema izvorima američke Vlade) da ne koristi pripadnike Mirovnih snaga ili američke novinare u obaveštajne svrhe.
Druga avio kompanija koja je navodno bila uključena u obaveštajne operacije bio je ruski Aeroflot koji je blisko sarađivao sa KGB, SVR i GRU. Ta kompanija je sprovela prisilne „evakuacije“ sovjetskih građana iz stranih zemalja natrag u SSSR. Prema tvrdnji bivšeg GRU oficira, Viktora Suvorova, ljudi čija je lojalnost bila dovedena u pitanje bili su drogirani i isporučeni avionima kompanije Aeroflot u nesvesnom stanju, uz pomoć osoblja KGB-a. Tokom osamdesetih i devedesetih godina, Aeroflot je isporučio uzorke smrtonosnih bakterija i virusa ukradenih iz zapadnih laboratorija za podršku ruskog programa biološkog oružja. Ovaj kanal za otpremu kodiran kao VOLNA („talas“) značio je „isporučivanje materijala putem međunarodnog leta aviokompanije Aeroflot u kabini pilota, u kojoj je jedan od pilota bio oficir KGB-a“. Najmanje dva agenta SVR je umrlo verovatno od transportovanih patogena.
Kada je biznismen Nikolaj Gluskov imenovan za glavnog menadžera Aeroflota 1996. godine, otkrio je da je ova aviokompanija radila kao „mlečna krava za podršku međunarodnim špijunskim operacijama“ prema Alexu Goldfarbu. 3.000 ljudi od ukupno 14.000 zaposlenih u Aeroflotu, bili su oficiri FSB, SVR ili GRU. Svi prihodi od prodaje karata bili su distribuirani na 352 računa stranih banaka koje administracija Aeroflota nije mogla da kontroliše. Glushkov je zatvorio sve ove račune i usmerio novac na računovodstveni centar Andava u Švajcarskoj. Takođe je poslao račun i napisao pismo direktoru SVR, Yevgeni Primakovu i direktoru FSB Mikhailu Barsukovu, tražeći od njih da isplate zarade svojim obaveštajcima u Aeroflotu 1996. godine. Glushkov je u zatvoru od 2000. godine optužen za ilegalno usmeravanje novca preko Andave. Od 2004. godine kompaniju kontroliše Viktor Ivanov, visoki zvaničnik FSB-a koji je bliski saradnik Vladimira Putina.

## Primena zakona
FBI je priznao da koristi najmanje trinaest frontovskih kompanija da prikrije njihovo korišćenje aviona kako bi osmatrali kriminalne aktivnosti u Sjedinjenim Državama, uključujući:
- FVX Istraživanje
- KQM Avijacija
- NBR Avijacija
- NG Istraživanje
- PXW Usluge

## Organizovani kriminal
Mnoge organizovane kriminalne operacije imaju značajne legitimne poslove, kao što su licencirane kockarnice, građevinske kompanije, frizerski saloni i karaoke barovi (za azijski organizovani kriminal), inženjering kompanije, restorani i barovi, bilijar klubovi, usluge odnošenja smeća ili preduzeća za utovar tereta. Ove frontovske kompanije omogućavaju ovim kriminalnim organizacijama da operu svoj prihod od ilegalnih aktivnosti. Takođe, frontovske kompanije obezbeđuju pouzdano pokriće za ilegalne aktivnosti poput ilegalnog kockanja, iznuđivanja, trgovine drogom, krijumčarenja i prostitucije. Saloni za tetoviranje se često koriste kao frontovske firme za zabranjene motociklističke klubove.
Tamo gde su bordeli nezakoniti, kriminalne organizacije osnivaju frontovske kompanije koje pružaju usluge kao što su „salon za masažu“ ili „sauna“, do trenutka kada „salon za masažu“ ili „sauna“ postanu sinonimi za bordel u ovim zemljama.
Kolumbijski kartel za narkotike, Cali Kartel, u prošlosti je koristio Drogas La Rebaja, sada veliki lanac nacionalnih apoteka, kao frontovsku kompaniju za pranje svojih prihoda od trgovine drogom.

## Religija

### Sajentologija
Sajentološka crkva koristi frontovske grupe ili da bi promovisala svoje interese u politici ili učinila da njena grupa izgleda legitimnije. 7. jula 1977. godine, u pretresima crkvenih kancelarija, od strane FBI, (nakon otkrića crkvene operacije Snežana), među ostalim dokumentima, pojavio se nedatiran podnesak pod nazivom „PR Opšte kategorije kodiranja potrebnih podataka“. Ovaj memorandum navodi ono što je nazvano kao „Tajna PR frontovska grupa“, što je uključivalo grupu APRL, „Savez za očuvanje verskih sloboda“ (kasnije preimenovan u „Amerikanci koji čuvaju versku slobodu“). Sada mnogi smatraju da je Mreža za svest o kultu (CAN) bila frontovska grupa za sajentološku crkvu, koja je grupu preuzela finansijski nakon što je bankrotirala u nizu parnica.
Time je identifikovao nekoliko drugih frontovskih organizacija za sajentologiju, uključujući: Građansku komisiju za ljudska prava (CCHR), Fondaciju puta ka sreći, Primenjenu sholastiku, Udruženje zainteresovanih privrednika Amerike i Kliniku HealthMed. Sedam godina kasnije, Boston Herald je pokazao kako su Narconon i Svetska pismenost Crusade takođe bile frontovske organizacije za sajentologiju. Druge sajentološke grupe uključuju Downtown Medical, Criminon i Udruženje za bolji život i obrazovanje (ABLE).
- Sajentološke frontovske grupe

### Crkva za svetsko ujedinjenje
- Međuverska federacija za svetski mir
- Nova svetska enciklopedija

## Politika
U politici, neka grupa se može nazvati frontovskom organizacijom ukoliko se smatra hipokritičnom u svojoj kontroli ili ciljevima, ili ukoliko pokušava da maskira ekstremističke stavove u okviru navodno umerenije grupe. Neke posebne interesne grupe se bave astroturfingom, što je pokušaj maskiranja lobiranja kao osnovnog pokreta.

### Frontovi Vlade Aparthejda
Vlada Južne Afrike je u eri aparthejda koristila brojne frontovske organizacije kako bi uticala na svetsko mišljenje i kako bi preduzimala vansudske aktivnosti i ubijala aktiviste protiv aparthejda; ovo je uključivalo sledeće:
- Građanin – tajno finansiran od strane Vlade, imao je nameru da ospori liberalni Rand Daily Mail, doprinoseći političkoj propasti John Vorstera i Connie Mulder.
- Biro za civilnu saradnju (CCB) – prikrivena organizacija specijalnih snaga koja je uznemiravala, ozbiljno povredila i eliminisala aktiviste protiv aparthejda
- Federalna Nezavisna Demokratska Alijansa (FIDA)[16][17] – konzervativna crnačka grupa
- Međunarodna Fondacija za slobodu – sa sedištem Washingtonu, mehanizam za borbu protiv sankcija i podršku Jonas Savimbi i UNITA
- Jeugkrag – ili Mladi za Južnu Afriku, na čelu sa Marthinus van Schalkwyk, grupa mladih Afrikanera koja je kratko postojala, prikriveno finansirana od strane vojne obaveštajne službe
- Nacionalna Studentska Federacija (NSF) – koju predvodi Russell Crystal, sa namerom da ospori NUSAS
- Roodeplaat Research Laboratories (Istraživačke laboratorije) – na čelu sa Daan Goosen, glavni istraživački objekat Project Coast[18]
- Taussig Familienstiftung – ili Trust porodice Taussig, lihtenštajnski kanal za tajne Vladine transakcije
- Veterani za pobedu – grupa koju čine nacionalni vojnici, protivmera protiv Kampanje za kraj regrutovanja koja je bila povezana sa Ujedinjenim Demokratskim Frontom (UDF)

### Komunističke frontovske organizacije
Komunističke partije (posebno marksističko-lenjinističke) ponekad su koristile frontovske organizacije kako bi privukle podršku od onih (nekad nazvanih „saputnicima“) koji se ne slažu u potpunosti sa ideologijom partije ali se slažu sa određenim aspektima. Frontovska organizacija često prikriva svoje poreklo i neretko može biti sredstvo za zaposlenje. Drugi marksisti često opisuju frontovske organizacije kao oportunističke. Koncept frontovske organizacije treba razlikovati od ujedinjenog fronta (koalicija radničke klase ili socijalističkih partija) i narodnog fronta. I ujedinjeni i narodni front obično otkrivaju grupe koje čine njihove koalicije.

#### Sjedinjene Države
Prema spisku koji je 1955. godine pripremio Pododbor za unutrašnju bezbednost Senata Sjedinjenih Država, Kominterna je osnovala najmanje 82 frontovske organizacije u Sjedinjenim Američkim Državama tokom tridesetih i četrdesetih godina. Ova taktika se često koristila tokom Crvene Panike pedesetih godina kada su brojne organizacije u pokretima rada i mira bile optužene da predstavljaju „Komunističke frontovske organizacije“. Ponekad su Komunistički frontovi radili na međunarodnom nivou, kako se navodi u Svetskom Mirovnom Savetu (WPC).
Sovjetske obaveštajne službe su se infiltrirale u mnoge mirovne pokrete na zapadu. Pored WPC, važne komunističke frontovske organizacije bile su i Svetska Federacija Sindikata, Svetska Federacija Demokratske Omladine i Međunarodna unija studenata. Richard Felix Staar je takođe nagovestio da su sledeće organizacije nešto manje važne frontovske organizacije: Afroazijska narodna solidarnost, Hrišćanska mirovna konferencija, Međunarodna asocijacija demokratskih pravnika, Međunarodna federacija pokreta otpora, Međunarodni institut za mir, Međunarodna organizacija novinara, Međunarodna demokratska federacija žena i Svetska federacija naučnih radnika. Bilo je i brojnih manjih organizacija, povezanih sa gore navedenim frontovskim organizacijama kao što su Pugwash Konferencije o nauci i svetskim poslovima. Brojne mirovne konferencije, kongresi i festivali održani su uz podršku tih organizacija.
Nedavno je Svetska stranka radnika (WWP) osnovala antiratnu frontovsku grupu, Međunarodnji ANSWER. (ANSWER nije više usko povezan sa WWP; blisko je povezan sa delom WWP, Strankom za socijalizam i oslobođenje (PSL), ali PSL igra otvoreniju ulogu u organizaciji). Slično tome, Udruženje protiv fašizma, Antinacistička liga, Koalicija zaustavljanja rata i poštovanja – Koalicija za jedinstvo, kritikovane su da predstavljaju frontovske organizacije za Trockističku socijalističku partiju radnika (UK).

#### Rusija
U aprilu 1991. godine, rukovodstvo CPSU i KGB stvorilo je marionetsku političku partiju unutar Rusije, Liberalno demokratsku partiju Sovjetskog saveza (LDPSU), koja je postala druga zvanično registrovana partija u zemlji. Prema rečima generala KGB, Philippa Bobkova, to je bila „Zubatova pseudo-partija pod kontrolom KGB koja usmerava interese i osećanja određenih društvenih grupa“. Bivši član Politbiroa CPSU, Alexander Nikolaevich Yakovley, opisao je u svojoj knjizi kako je direktor KGB, Vladimir Kryuchkov predstavio projekat marionetske partije na zajedničkom sastanku sa Mikhailom Gorbachevim i izvestio ga o izboru lidera LDPR i mehanizmu finansiranja iz finansijskih sredstava CPSU. Knjiga sadrži zvaničnu kopiju dokumenta kojim se obezbeđuje inicijalno finansiranje LDPR (tri miliona rubalja) od novca CPSU. Lider LDPR, Vladimir Zhirinovsky se dokazao kao efikasan medijski izvršilac. Dobio je 8% glasova na predsedničkim izborima 1991. godine. Takođe je podržao pokušaj državnog udara u avgustu 1991. godine.

#### Ostali
Neke anti-islamističke feminističke grupe u muslimanskom svetu takođe su bile optužene da su frontovske organizacije. Revolucionarno udruženje žena Avganistana bilo je optuženo da je maoistički frontovska organizacija, dok je Organizacija za slobodu žena u Iraku bila optužena da je frontovska organizacija za radničku komunističku partiju Iraka.

## Zabranjene paravojne organizacije
Zabranjene paravojne organizacije ponekad koriste frontovske grupe da bi došle do javnog lica kojim se prikupljaju sredstva, pregovara sa opozicionim partijama, regrutuje i širi propaganda. Na primer, zabranjene paravojne organizacije često imaju povezanu političku partiju koja deluje otvorenije (mada često same ove partije budu ugašene kao zabranjene). Ove partije mogu ili ne moraju biti frontovske organizacije u užem smislu (one imaju različit stepen autonomije a odnosi su obično nešto nalik otvorenoj tajni), ali se u širem smislu smatraju takvim, posebno od strane njihovih političkih protivnika.
Primeri su odnos  između IRA i Sin Fein tokom osamdesetih godina u Irskoj ili između baskijskih grupa ETA (paravojne) i Batasuna (partija) u Španiji. Slično tome, u Sjedinjenim Državama, u periodima u kojima je komunistička partija bila veoma stigmatizovana, često je delovala uglavnom preko frontovskih grupa. Pored toga, Privremena IRA je takođe vodila odmetničku frontovsku grupu, pod nazivom Direktno delovanje protiv droge. 
Paravojni pripadnici i Lojalista i Republikanaca u Irskoj tokom gerilskog rata The Troubles koristili su prikrivene nazive kada su vršili sektaške napade na civile. Irske republikanske grupe kao što su IRA i Irska nacionalna oslobodilačka vojska koristile su prikrivena imena poput Južne Armaganske Republikanske Akcione snage, Katolička reakciona snaga i Narodna republikanska armija zbog preuzimanja odgovornosti za napade na civile,lojalisti kao što su Ulster volonterske snage i Ulster savez odbrane koristili su različita front imena poput Protestantske akcione snage, Ulster borci za slobodu i Branioci Crvene Ruke kada su vršili napade na civile, većina napada lojalista bila je usmerena ka katoličkim civilima.
Tokom Vajmarske Republike u Nemačkoj, antisemitski i nacionalistički konzul (ultranacionalistička snaga) je navodno imao frontovsku kompaniju koja se zvala Bavarian Wood Products Company (kompanija za proizvode od bavarskog drveta)

## Korporativne fantomske organizacije
Korporacije iz širokog spektra različitih industrija, kao što su hrana, farmacija i energija, osnovale su frontovske grupe da bi ih štitile.
Neke farmaceutske kompanije uspostavljaju „grupe pacijenata“ kao frontovske organizacije koje vrše pritisak na pružaoce zdravstvenih usluga i zakonodavce da usvoje njihove proizvode. Na primer, Biogen je pokrenuo kampanju pod nazivom Akcija za pristup, koja je takođe tvrdila da je nezavisna organizacija i da je glas onih koji boluju od MS (multipleks skleroze). Ljudi koji su posetili veb stranicu i prijavili se za kampanju nisu shvatili da to nisu istinski nezavisne grupe pacijenata.
Tokom proteklih petnaest godina, usled sve veće zabrinutosti zbog problema gojaznosti  u društvu, Coca-Cola je pretrpela pritisak od strane aktivista socijalnog pokreta da smanji sadržaj šećera u svojim pićima. Iako je Coca-Cola javno promovisala angažovanje potrošača u zdravom načinu života sa svojim kampanjama poput „Zbližavanje“, aktivisti su takođe izložili da je Coca-Cola tajno finansirala frontovske grupe ili organizacije koje kritikuju aktiviste socijalnog pokreta i legalizuju kontroverzne korporativne aktiviste. Centar za slobodu potrošača (CCF) i Mreža za globalnu energetsku ravnotežu (GEBN) su dve glavne grupe koje su angažovane za aktiviste u ime Coca-Cole, iako nisu imale nameru da budu javno povezane sa Coca-Colom kao korporacijom. Istraživanje je pokazalo da CCF, sa misijom da „promoviše odgovornost i zaštiti izbore potrošača“ koristi i verbalne i vizuelne strategije da izrazi gojaznost kao „ličnu odgovornost“ i tako zaštiti industriju od korporativne odgovornosti.
Navodi se da je kompjuterski softverski gigant Microsoft osnovao i finansirao Udruženje za konkurentnu tehnologiju kako bi branio svoje interese protiv optužbi za kršenje antimonopolskih prava.
Duvanske kompanije često koriste frontovske organizacije i doktore da zastupaju njihove argumente o upotrebi duvana, mada manje otvoreno i očigledno nego tokom osamdesetih godina. Svetska zdravstvena organizacija (WHO) je navela da je duvanska industrija finansirala naizgled nepristrasne naučne organizacije koje su u prošlosti podrivale mere kontrole duvana, pozivajući se posebno na Međunarodni institut za životne nauke. Drugi način borbe za mere javnog zdravlja protiv duvana je korišćenje dobiti od lobiranja i kampanja. Na primer, RJ Reynolds, trenutno druga po veličini duvanska kompanija u Sjedinjenim Američkim Državama, formirala je 1994. godine frontovske grupe pod nazivom Oslobodite nas pritiska Vlade (Get Government Off Our Back – GGOOB) za borbu protiv federalnog regulisanja duvana. Prikrivajući svoju uključenost u duvansku industriju, GGOOB je izbegao reputaciju duvanske industrije zbog pogrešnog prikazivanja dokaza i izvukao veliku podršku i sa javnog i sa zakonodavnog aspekta, uspešno rešavajući pretnje od široko rasprostranjenih propisa o duvanu.
Časopis Multinational Monitor navodi listu nekih navodnih korporativnih fantomskih grupa koje su aktivne u Sjedinjenim Američkim Državama. Neki politički instituti su korporativne frontovske grupe. Ove organizacije se predstavljaju kao istraživačke organizacije, koristeći fraze poput „...Instituta za istraživanje“ u svojim nazivima. Budući da njihovi nazivi ukazuju na neutralnost, mogu da prezentuju komercijalne strategije korporacija koje ih sponzorišu na način koji izgleda kao objektivno sociološko ili ekonomsko istraživanje a ne političko lobiranje.
Slično tome, Centar za regulatornu delotvornost je bio kritikovan kao frontovska  organizacija za različita industrijska tela koja pokušavaju da potkopaju regulisanje njihovih ekološki štetnih aktivnosti pod šakom 'regulatorne delotvornosti'.

### Astroturfing
Astroturfing, reč izvedena iz „osnovnih“ napora, je američki termin koji se pogrdno koristi da opiše zvanične projekte za odnose sa javnošću koji pokušavaju da stvore utisak o spontanom razvoju političkog mišljenja kao odgovor za političara, proizvod, uslugu ili događaj. Korporacije su poznate kao „one koje se bave astroturfingom“ ali nisu jedini subjekti za koje se tvrdi da to rade. Poslednjih godina, organizacije advokata tužilaca su osnovale frontovske grupe kao što su Žrtve i porodice ujedinjene u cilju suprotstavljanja reformi o deliktima (krivična reforma)

## Spoljašnje veze
- Informacije o korporativnim frontovskim organizacijama u Evropi
- = Front_groups Front groups na Soursvač